# Geolycosa atrosellata
Geolycosa atrosellata là một loài nhện trong họ Lycosidae.
Loài này thuộc chi Geolycosa. Geolycosa atrosellata được Carl Friedrich Roewer miêu tả năm 1960.